# Сенице (трг)
Сенице (стсл. Сънице, лат. Senica) је била средњовековни трг и караванска станица на Дринском путу у истоименој жупи, а у њој се налазио и један од дворова Немањића у средњовековној Србији. Налазила се на Пештерској висоравни и од ње се развила данашња Сјеница. Пут који је пролазио кроз њу повезивао је Дубровник преко Пријепоља са Трговиштем (Расом) и копаоничким рудницима, пре свих Трепчом и Новим Брдом. Иако је махом била пролазна станица за трговце и караване, забележена су у изворима два каравана (1434. и 1435) којима је она била крајње одредиште.

## Прошлост
Жупа Сеница помиње се 1253. године у повељи краља Уроша I (1243—1276) дубровачким трговцима, затим 1323. године и 1348. године у повељи цара Душана (краљ 1331—1346, цар 1346—1355) Хиландару. После његове смрти, улази у састав области породице Војиновић, прво Војислава, а потом његовог братанца Николе Алтомановића.
Душанов син и наследник, цар Урош (1355—1371) је 26.09. 1360. године у Сеници издао повељу Дубровчанима, што значи да се ту налазила један од његових дворова.
Након слома Николе Алтомановића, Сеница постаје део државе кнеза Лазара (1371—1389), који је у њој 1388. године запленио дубровачким трговцима тканине, да би после Косовског боја 1389. године ушла у састав државе Вука Бранковића. Он је 1391. године у њој увео царину, што је довело до тога да дубровачки трговци престану користити тај путни правац.
Касније, Османлије је прикључују својој држави после Никопољске битке (1395) и заробљавања Вука Бранковића (1396), а би је почетком XV века, вратили његовим синовима, приликом обнове њихове области.
Током лета 1463. године и свог похода на Босну, султан Мехмед II (1451—1481) је 07.07. у Сеници примио посланике Дубровачке републике.